# Progress MS-24
Progress MS-24 (in russo: Прогресс МC-24), identificato dalla NASA come Progress 85P, è un volo spaziale senza equipaggio della navicella Progress lanciata da Roscosmos per rifornire la Stazione spaziale internazionale (ISS) per l'Expedition 70. È il 175º volo di una navicella spaziale Progress.

## Missione
La navicella Progress MS-24 venne lanciata a bordo di un lanciatore Sojuz 2.1a dalla rampa di lancio 31 del Cosmodromo di Bajkonur il 23 agosto 2023 all'1:08 UTC. Dopo aver eseguito un profilo di volo lento di due giorni, attraccò al modulo Zvezda del Segmento orbitale russo della Stazione spaziale internazionale il 25 agosto 2023 alle 03:45 UTC. La navicella consegnò alla ISS un carico utile di 2500 kg per supportare l'equipaggio dell'Expedition 70.

## Carico utile
La Progress MS-24 al lancio aveva un carico utile di 2500 kg, suddiviso come segue:
- Carico secco: 1535 kg
- Propellente: 500 kg
- Ossigeno: 40 kg
- Acqua: 420 kg